# Macrobiotus snaresensis
Macrobiotus snaresensis är en djurart som tillhör fylumet trögkrypare, och som beskrevs av Horning, Schuster och Albert A. Grigarick 1978. Macrobiotus snaresensis ingår i släktet Macrobiotus och familjen Macrobiotidae. Inga underarter finns listade i Catalogue of Life.